# Untilted
Untilted es el octavo álbum del grupo británico de música electrónica Autechre, lanzado por Warp Records en 2005.
Casi simultáneamente con la edición, una versión falsa del disco apareció en diversos servicios de alojamiento de archivos, la cual llegó a ser tan difundida que llevó a Sean Booth a declarar: "Cuanto más falso mejor, nosotros hemos editado cosas falsas alguna vez, aunque este no es el caso".
"Untilted" alcanzó el puesto N.º 149 en los charts del Reino Unido.

## Lista de canciones
| Untilted |                    |          |  |
| N.º      | Título             | Duración |  |
| 1.       | «LCC»              | 7:46     |  |
| 2.       | «Ipacial Section»  | 9:57     |  |
| 3.       | «Pro Radii»        | 8:42     |  |
| 4.       | «Augmatic Disport» | 9:27     |  |
| 5.       | «Iera»             | 4:55     |  |
| 6.       | «Fermium»          | 5:45     |  |
| 7.       | «The Trees»        | 7:26     |  |
| 8.       | «Sublimit»         | 15:52    |  |